# FMP Qualt 201
FMP Qualt 201 jew ultralahko športno letalo češkega proizvajalca  FMP s.r.o. iz Prage. Zasnovan je na podlagi FMP Qualt 200. Qualt 201 je grajen iz kompozitnih materilov, ima nizkonameščeno kantilever krilo, T-rep, dva sedeža (eden ob drugem) in fiksno tricikel pristajalno podvozje. 
Obstaja več opcij motorjev:
- 64-konjski dvotaktni Rotax 582
- 80-konjski štiritaktni Rotax 912UL
- 85-konjski štiritaktni Jabiru 2200

## Specifikacije (Qualt 201)
Podatki iz Bayerl>
Splošne značilnosti
- Posadka: 1 pilot
- Število sedežev: 1 potnik
- Dolžina: 5,9 m (19 ft 4 in)
- Razpon kril: 9,2 m (30 ft 2 in)
- Višina: 1,7 m (5 ft 7 in)
- Površina kril: 10,5 m2 (113 sq ft)
- Teža praznega letala: 295 kg (650 lb)
- Bruto teža: 472,5 kg (1.042 lb)
- Kapaciteta goriva: 48 L (11 imp gal; 13 US gal)
- Pogon letala: 1 × Jabiru 2200 4-valjni zračno hlajeni 4-taktni motor, 63 kW (85 hp)

Zmogljivost
- Maks. hitrost: 230 km/h (143 mph; 124 kn)
- Potovalna hitrost: 170 km/h (106 mph; 92 kn)
- Hitrost pri porušitvi vzgona: 68 km/h (42 mph; 37 kn)
- Neprekoračljiva hitrost: 250 km/h (155 mph; 135 kn)
- Doseg: 800 km (497 mi; 432 nmi)
- Hitrost vzpenjanja: 6 m/s (1.200 ft/min)
- Obremenitev kril: 45,0 kg/m2 (9,2 lb/sq ft)